# 259
Évszázadok: 2. század – 3. század – 4. század
Évtizedek: 200-as évek – 210-es évek – 220-as évek – 230-as évek – 240-es évek – 250-es évek – 260-as évek – 270-es évek – 280-as évek – 290-es évek – 300-as évek
Évek: 254 – 255 – 256 – 257 –  258 – 259 – 260 – 261 – 262 – 263 – 264

## Események

### Római Birodalom
- Nummius Aemilianus Dextert és Pomponius Bassust választják consulnak.
- Valerianus császár 70 ezres sereggel Edessához vonul, amelyet a perzsák veszélyeztetnek. A birodalomban tomboló járvány azonban megöli vagy harcképtelenné teszi katonái jelentős részét.
- Gallienus társcsászár szétveri a Mediolanumot (ma Milánó) ostromló, állítólag 300 ezres alemann sereget, azonban a Raetia és Germania Superior északi részei, az Agri decumates a barbárok ellenőrzése alatt marad.
- Dionysiust választják Róma püspökévé.
- Valerianus keresztényüldöző rendeletét végrehajtva a hispániai Tarracóban máglyán égetik meg Fructuosus püspököt.

### Kína
- Szun Hsziu, Vu állam újdonsült császára lefogatja és kivégezteti az elődjét megbuktató Szun Csen régenst.

## Születések
- Csin Huj-ti, kínai császár

## Halálozások
- Szun Csen, kínai politikus
- Fructuosus, keresztény mártír

## Fordítás
- Ez a szócikk részben vagy egészben  a(z)   259 című angol Wikipédia-szócikk ezen változatának fordításán alapul.  Az eredeti cikk szerkesztőit annak laptörténete sorolja fel. Ez a jelzés csupán a megfogalmazás eredetét és a szerzői jogokat jelzi, nem szolgál a cikkben szereplő információk forrásmegjelöléseként.